# Chover (canção)
"Chover ou Invocação para um dia líquido" é uma canção composta por Lirinha e Clayton Barros e interpretada pela banda brasileira Cordel do Fogo Encantado. Foi gravada em 2001, fazendo parte do álbum Cordel do Fogo Encantado.

## Canção
A letra fala sobre a chegada das chuvas no sertão nordestino encerrando o período de seca.
A canção também faz diversas referências a diversos cordelistas, como Cego Aderaldo, citado na terceira estrofe, e a citação de trechos de cordéis de Zé Bernardinho e João Paraibano, além de um toque para boiadeiro.
A banda mistura influências tradicionais da música e da poesia populares do nordeste com elementos imaginários. Os compositores e cantores do grupo, retomam o tema da chuva com um espírito anárquico e dionisíaco. "Chover" é um maracatu, cuja força rítmica e a riqueza da percussão simulam a grandeza da chegada das primeiras tempestades no sertão. As batidas do surdo, das congas, do gonguê e do bombo de macaíba simulam os sons da chuva e dos trovões.
A canção possui duas fases: antes e depois da chuvas, sendo que a letra é a mesma nas duas fases da letra, diferenciado-se apenas pela troca das palavras "chover" por "choveu" são entoadas pelo coro.
Na composição, a cheia tem o sentido poético de uma saturação. Na primeira parte, o sertanejo invoca a chuva: o coro pede repetidamente "chover, chover" enquanto o poeta descreve a desgraça da seca. Por causa dela, Maria não tem mais nada que moer. Cego Aderaldo, figura mítica do folclore sertanejo, cansou das lágrimas inúteis a vazar dos olhos que não vêem, mas choram a desgraça de seu povo. O desamparo do nordestino diante da seca é o mesmo que se expressa em Súplica Cearense: diante dela, o que se pode fazer? Rezar um "terço pesado pra chuva descer"... e esperar, sempre. Na voz de Lirinha, os versos de João Paraibano pedem ao povo ainda um pouco mais de paciência, de esperança. A mesma esperança resignada, a mesma fé cega na chuva que ainda há de chegar, abundante. O céu que ainda está parado há de mandar "melhora" para o sertão. Nem que seja uma melhora catastrófica, as paredes das taperas se desmanchando ao estouro dos trovões, os bois atolando no barro ou nadando na correnteza. Na segunda parte da música, há uma mudança no tempo verbal do verbo chover. Do infinito para o passado, agora já choveu e "Lula Calixto" traz o bucho cheio, sente suor e canseira depois de tudo o que comeu. A fome deu lugar à saciedade: na outra quadra de João Paraibano, a fartura "esconde o saco em que a fome pedia esmola". O saco da fome, no entanto, continua ligado ao balaio da fartura: na próxima estação, só a esmola salvará o sertanejo de morrer de fome.
A chegada da chuva, mesmo que seja uma tempestade, é uma alegoria festiva. As imagens do sapo que "vomita espuma", do boi nadador, dos torrões que escapolem das paredes das taperas, não são catastróficas. O poeta não se lamenta do excesso de água, não pede perdão a Deus por uma suposta ofensa que provocou a ira divina e trouxe a cheia para o sertão.
"Invocação para um dia líquido" é poeticamente superior às duas canções anteriores. Aqui, a chuva excessiva funciona como alegoria de uma explosão da força reprimida no imaginário sertanejo. Deus surge apenas como imagem estética da força do trovão, num verso onde a repetição da letra z ("zabumba zunindo no colo de Deus") invoca a rapidez e o chicotear do relâmpago. A chuva não é benção nem castigo: é fúria e surpresa, tão violenta quanto a seca com a qual contrasta. Em sua enchente que não é de água, é de imagens, Lirinha inclui poetas da tradição sertaneja, como João Paraibano, ou o anônimo toque para boiadeiros – "choveu que amarrotou"... Neste, o boi não se afoga: nada.
Esses versos compostos e cantados atualmente mostram que até hoje a temática da seca no sertão nordestino é freqüente e ainda está vinculada à representação do sertão e dos lamentos sertanejos. Para fazer chover, muitos elementos são compreendidos. Poderíamos muito bem dizer que seriam chamados, evocações, manifestações que buscam um quase artesanato de criar a chuva. No poema  Chover, pode-se verificar as diversas manifestações culturais deste fazer chover. A religiosidade encontra-se presente nas rezas de terços, nos pedidos ao Padre Cícero Romão e nas crenças de santos católicos A arte popular também permeia as invocações para um dia líquido, evidente na citação das pelejas cantadas no intuito de ver a chuva recriar o sertão seco. Lirinha, em  Chover, invoca a chuva, transformando a música e a poesia numa oração, numa reza por um dia líquido.